# Olof Jernberg

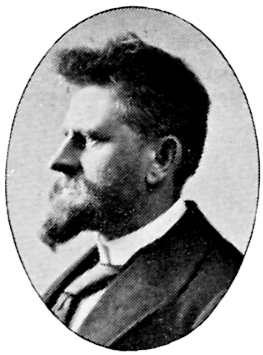
Olof Jernberg, Foto in einem schwedischen Künstlerlexikon, 1901

Olof August Andreas (Anders) Jernberg (* 23. Mai 1855 in Düsseldorf; † 15. Februar 1935 in Berlin) war ein deutscher Landschafts- und Marinemaler der Düsseldorfer Malerschule.

## Leben
Jernberg war Sohn des schwedischen Genremalers August Jernberg. Er wuchs im Malermilieu Düsseldorfs auf, wo er ab 1865 in der Jägerhofstraße 23 und ab 1869 in der Rosenstraße 7 in Pempelfort wohnte, am Rande des Hofgartens. Nach dem Abschuss am Realgymnasium im Jahre 1870 besuchte er bis 1875/1876 die Kunstakademie Düsseldorf. Zuerst war er Schüler von Andreas Müller und Heinrich Lauenstein. Dann besuchte er die Antikenklasse Carl Müllers. Eine kurzzeitige Unterbrechung erfuhr sein Studium durch den Brand der Akademie im Düsseldorfer Schloss. Er setzte es fort in der Klasse Eugen Dückers, dessen Privatschüler er bis 1879 wurde und dessen Landschaftsmalerei ihn maßgeblich prägte. 1880/1881 hielt er sich in Frankreich auf, zeitweise zusammen mit Hugo Salmson, der ihn beriet. Dort kam er mit der französischen Malerei in Berührung, besonders mit der Schule von Barbizon und Werken der Maler Jean-François Millet und Théodore Rousseau, und verfestigte seine Neigung zur Freilichtmalerei. Dem Frankreichaufenthalt schlossen sich weitere Reisen an, etwa nach Schweden. In Katwijk, in dessen Künstlerkolonie er verkehrte, lernte er unter anderem den amerikanischen Fotografen Alfred Stieglitz kennen. 1882 bis 1898 wirkt er als Hilfslehrer Dückers an der Düsseldorfer Akademie. In Düsseldorf gründete er 1889 – als Reaktion auf die Ausstellungspolitik des mit der Kunstakademie verbundenen Kunstvereins für die Rheinlande und Westfalen – mit Heinrich Hermanns, Eugen Kampf und Helmuth Liesegang den „Lucas-Club“, eine fortschrittliche Verbindung von Landschaftsmalern, die Anregungen der Haager Schule und der Schule von Barbizon mit den Errungenschaften des Impressionismus zu verbinden suchte. 1891 wurde der „Lucas-Club“ der neu gegründeten Freien Vereinigung Düsseldorfer Künstler untergeordnet, wovon sich allerdings 1899 der „St. Lukas-Club“ (gegründet u. a. von Hermanns, Jernberg, Liesegang, August Deusser, Otto Heichert, Arthur Kampf, Gustav Wendling) und die „Vereinigung von 1899“ abspalteten. Auch der akademischen Künstlervereinigung „Orient“ gehörte er an, von 1880 bis 1897 ferner dem Künstlerverein „Malkasten“. 1890 zog er nach Angermund, dessen niederrheinische Landschaft er „entdeckte“. Nachdem ihm 1897/1898 der Professorentitel zuerkannt worden war, erhielt er 1901 eine Berufung an die Kunstakademie Königsberg, ehe er 1918 bis zu seinem Tod im Jahr 1935 die Leitung einer Landschaftsklasse an der Berliner Kunstakademie von Friedrich Kallmorgen übernahm. Mit Berlin verband sich für ihn eine künstlerische Neuorientierung. Eine Einzelausstellung im Düsseldorfer Kunstpalast würdigte ihn 1922. Schüler Jernbergs waren insbesondere Otto Serner, Hermann Bahner, Theo von Brockhusen, Hermann Busse, Richard Falkenberg, Heinz Heinrichs und Maria Cleff. Jernberg hatte eine Tochter, Marie-Jeanne, die der mit ihm befreundete Maler Arthur Kampf 1894 als Sechsjährige malte.

## Werke

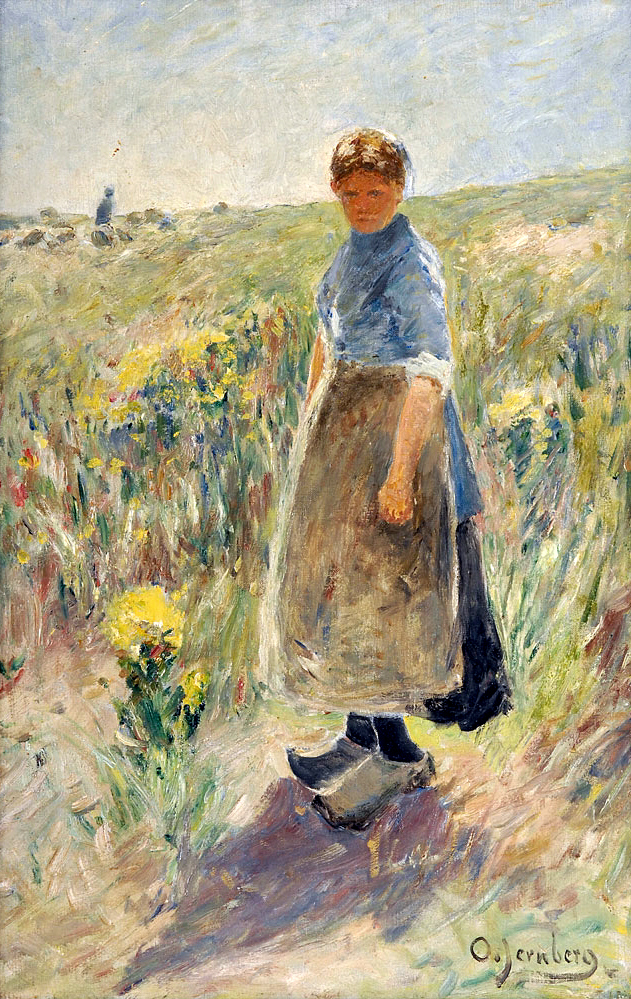
Mädchen in den Dünen

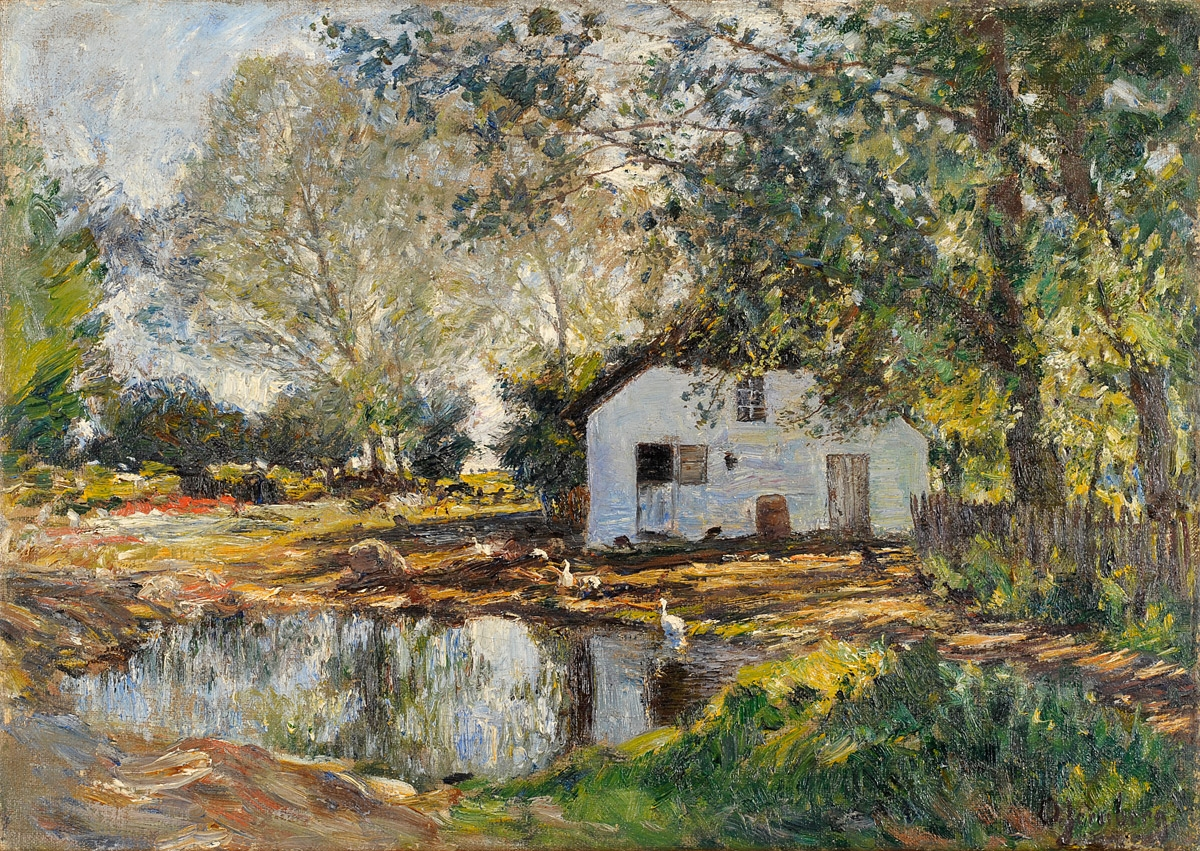
Sommertag auf dem Lande

Jernbergs Landschaftsmalerei stand in der Nachfolge des Naturalismus seines Lehrers Eugen Dücker und war von einem starken Kolorismus sowie dynamischer Pinselführung geprägt. Im Laufe seiner Entwicklung wendete er sich immer stärker dem Impressionismus zu, zu dessen „Vorreitern“ unter den Malern der Düsseldorfer Schule er zählt.
- Holländische Landschaft, Öl auf Leinwand, 1879, Städtische Gemälde-Sammlung Düsseldorf[11]
- Bretagnelandschaft, Öl auf Holz, 1880/1881, Museum Kunstpalast
- Auf dem Feld, Öl auf Leinwand
- Zwei Heuschober im Feld, Öl auf Leinwand, Museum Kunstpalast
- Blick vom Oberkasseler Rheinufer auf Düsseldorf mit Lambertuskirche, Öl auf Leinwand
- Sommertag am Fjord, 1883, Öl auf Leinwand, auf Holz gezogen
- Marstand, Öl auf Leinwand
- Dampfschiff und Segler auf stürmischer See, Öl auf Leinwand
- Heuernte am Niederrhein, Öl auf Leinwand
- Fischer in den Dünen, Öl auf Leinwand, auf Karton gezogen
- Schiff und Ruderboot, Öl auf Leinwand
- Mädchen in den Dünen, Öl auf Leinwand
- Herbstlandschaft mit Schäfer und Herde, Öl auf Leinwand
- Sommertag auf dem Lande, Öl auf Leinwand
- Angermund im Schnee, zwischen 1895 und 1901
- Berliner Straßenbild (Am Knie), Öl auf Leinwand, um 1918, Museum Kunstpalast